# Kautzky József (labdarúgó)
Kautzky József Róbert, Konkoly (Alsótold, 1902. október 18. – Budapest, 1984. április 11.) válogatott labdarúgó, középcsatár. Az első volt, aki pécsi játékosként szerepelt a válogatottban.

## Családja
Szülei Kautzky Róbert József és Fekete Viktória voltak. 1924. október 21-én Budapesten, Kőbányán házasságot kötött Lantos Irénnel, Lantos Imre és Philipp Klára lányával. Négy fiuk született, ketten közülük színészek lettek: Kautzky Norbert költő, író, (idősebb) Kautzky Armand, valamint Kautzky József és Kautzky Ervin színművészek. Unokája, Ervin fia, (ifjabb) Kautzky Armand szintén a színészmesterséget választotta. Fiai közül a színész Kautzky József is futballozott, és az NB II-es Debreceni Kinizsiig jutott.

## Pályafutása

### Klubcsapatban
A Törekvés, a Nemzeti FC, majd a Pécs-Baranya FC labdarúgója volt. Technikás, jól irányító játékos volt, aki erőteljes lövéseivel tűnt ki a mezőnyből.

### A válogatottban
1925 és 1930 között négy alkalommal szerepelt a magyar labdarúgó-válogatottban, és egy gólt szerzett.

## Statisztika

### Mérkőzései a válogatottban
| Magyarország | Magyarország        | Magyarország                    | Magyarország  | Magyarország | Magyarország  | Magyarország | Magyarország | Magyarország |
| #            | Dátum               | Helyszín                        | Hazai         | Eredmény     | Vendég        | Kiírás       | Gólok        | Esemény      |
| ------------ | ------------------- | ------------------------------- | ------------- | ------------ | ------------- | ------------ | ------------ | ------------ |
| 1.           | 1925. január 18.    | Milánó, Campo Milan             | Olaszország   | 1 – 2        | Magyarország  | barátságos   | -            | 28'          |
| 2.           | 1925. október 11.   | Prága, Sparta-pálya             | Csehszlovákia | 2 – 0        | Magyarország  | barátságos   | -            |              |
| 3.           | 1926. augusztus 20. | Budapest, Hungária körúti pálya | Magyarország  | 4 – 1        | Lengyelország | barátságos   | 1            | 9'           |
| 4.           | 1930. május 1.      | Prága                           | Csehszlovákia | 1 – 1        | Magyarország  | barátságos   | -            |              |
|              | Összesen            |                                 |               | 4            | mérkőzés      |              | 1            | gól          |